# 約翰遜堡 (紐約州)
約翰遜堡（英語：Fort Johnson）是位於美國紐約州蒙哥馬利縣的非建制地區。

## 人口
根據2020年美國人口普查的數據，約翰遜堡的面積為2.19平方千米，當中陸地面積為1.92平方千米，而水域面積為0.27平方千米。當地共有人口401人，而人口密度為每平方千米183.11人。